# St. Annastift

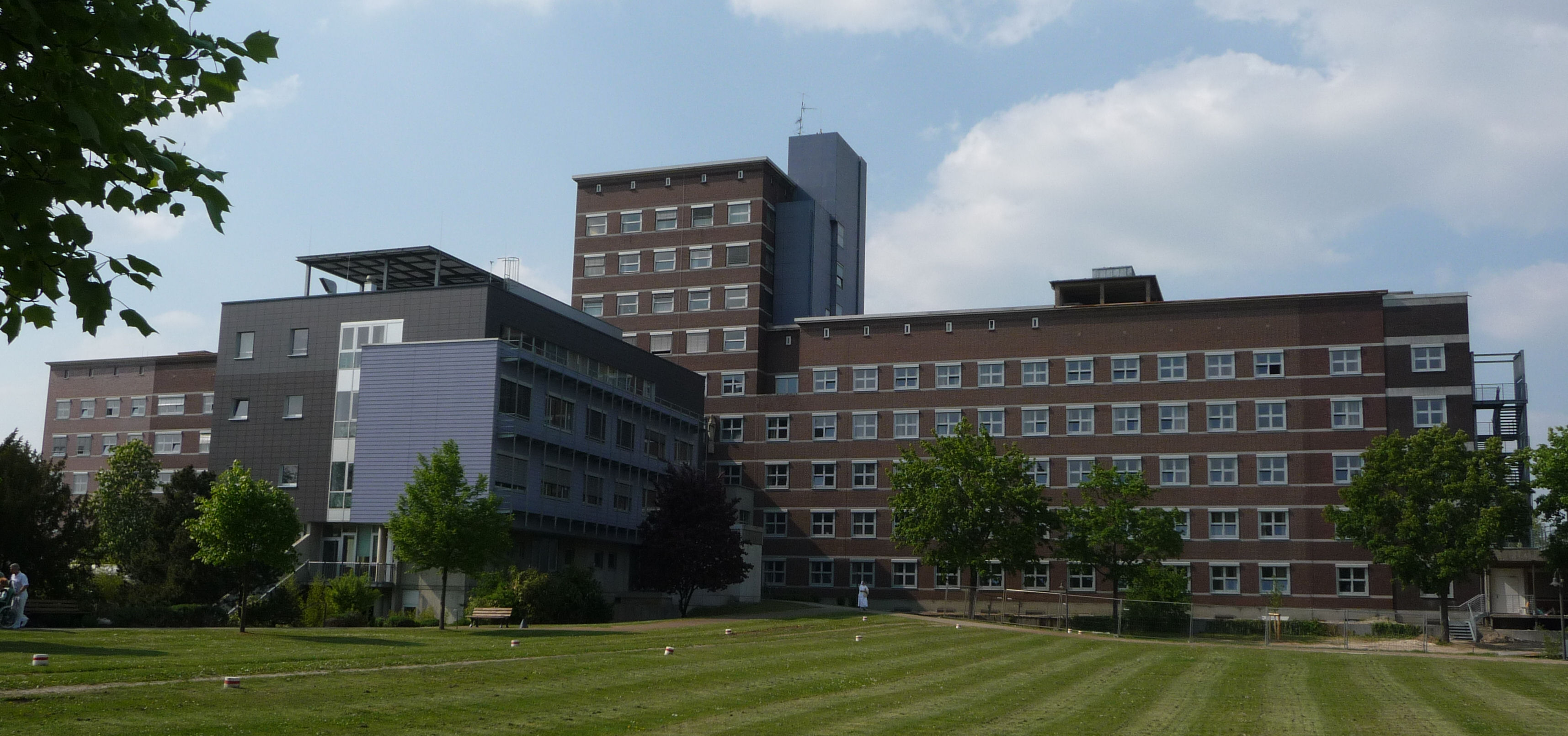
Marienkrankenhaus

Das St. Annastift ist ein Teil der Kinderklinik des St. Marien- und St. Annastiftskrankenhauses in Ludwigshafen am Rhein.

## Allgemeines
Im Jahr werden über 4.000 Kinder und Jugendliche im St. Annastiftskrankenhaus stationär versorgt und über 17.000 ambulante Untersuchungen durchgeführt. Die zweitgrößte Kinderklinik in Rheinland-Pfalz verfügt über 84 vollstationäre Betten. Dazu kommen 20 Plätze der Klinik für Kinder- und Jugendpsychiatrie, die im Jubiläumsjahr 2012 20 stationäre Betten auf zwei Stationen eröffnet. Zum Komplex gehört auch heute noch das Kinderheim St. Annastift in dem Kinder, Mütter und Familien betreut werden. Das Krankenhaus hat eine über 100-jährige Tradition und wurde 1912 durch die Lehrerin Karolina Burger als Engagement für die Ärmsten in Ludwigshafen am Rhein gegründet. Ihr katholisches Fürsorgeheim, das spätere St. Annastift, wird schnell zu einem Refugium für uneheliche Mütter, verwaiste Säuglinge und Kleinkinder. Heute stehen in dieser Tradition das Kinderheim St. Annastift und die für Kinder- und Jugendpsychiatrie und Psychotherapie des St. Marien- und St. Annastiftskrankenhauses. Die Klinik für Kinder- und Jugendmedizin zog 2024 auf das Gelände des St. Marienkrankenhauses um.

## Geschichte

### Anfänge
1912 begann die Lehrerin Karolina Burger ihr soziales Engagement für die Ärmsten in Ludwigshafen am Rhein. Um mehr Hilfesuchenden zu helfen, mietete sie ein großes Haus an der Königsstraße (später Karolina-Burger-Straße) für ein Fürsorgeheim an und gründete mit gleichgesinnten Frauen den Fürsorgeverein, der später im Katholischen Fürsorgeverein für Mädchen, Frauen und Kinder aufging. Ziel war es, den gefährdeten und verwahrlosten Mädchen und Frauen – besonders auch während der Schwangerschaft – Hilfe, Wohnung, Betreuung und weitere Zuwendung anzubieten.
1916 wurde Burger vom Institut der Armen Schulschwestern Speyer mit vier Schwestern unterstützt, 1918 kamen weitere sechs Schwestern dazu. Es fehlte oft am Nötigsten. Aus dieser Not heraus eröffneten die Schwestern eine öffentliche Wäscherei. 1927 wurde das Haus Königstraße 51 gekauft und im Fürsorgeheim ein kleines Krankenhaus eröffnet. 1928 hatte dieses drei Betten für Geburten, 12 Kinderbetten und 20 für internistische, chirurgische und orthopädische Patientinnen. Es folgte die Gründung der ersten Säuglingspflegerinnenschule der Pfalz.

### Krieg und Nachkriegszeit
Beim 23. Luftangriff auf Ludwigshafen im Mai 1944 wurde das St. Annastift zu 80 Prozent zerstört, auch Tote waren zu beklagen. 1945 erfolgte mit großem Aufwand die Instandsetzung des Fürsorgeheims, der Kinderabteilung und der Operationsräume. Im Oktober 1953 wurde das neue Kinderkrankenhaus mit 100 Betten an der Hauptstraße (Mundenheimer Straße) als erste Kinderklinik in der Pfalz eröffnet. Chefarzt ab 1960 war der Professor für Kinderheilkunde Helmut Karte (* 1920).
Im Oktober 1967 wurde ein weiterer Bau für Kinderklinik, Entbindungsstation und Kinder- und Erziehungsheim in Betrieb genommen. 1975 eröffnete das neue Personalwohnheim mit der Kinderkrankenpflegeschule. Im April 1976 nahm im St. Annastift die erste psychosomatische Station für Kinder ihren Betrieb auf.

### Trägerwechsel und Fusion
1984 löste sich der Katholische Fürsorgeverein auf, das Institut St. Dominikus übernahm die Trägerschaft. 1985 fusionierten das St. Marienkrankenhaus und die Kinderklinik St. Annastift zum St. Marien- und St. Annastiftskrankenhaus. Das Kinderheim wurde eigenständig weitergeführt.

### Gesamtsanierung und Erweiterungen
Im Herbst 1993 begann die Gesamtsanierung der Kinderklinik, im Folgejahr wurde ein Erweiterungsbau mit neuem Eingangsbereich eröffnet, Ende 1996 die Klinik um den Westanbau mit Funktionsräumen und Labortrakt ergänzt. Im Oktober 1999 wurde eine Dependance der Früh- und Neugeborenenabteilung des St. Annastifts im St. Marienkrankenhaus mit sechs Betten eröffnet. Im September 2001 erfolgte der Zusammenschluss der Kinderkrankenpflegeschule mit der Krankenpflegeschule am St. Marienkrankenhaus.
Im September 2002 konnte der Abschluss der Gesamtsanierung der Kinderklinik nach neunjähriger Bauzeit gefeiert werden. Land und Träger investierten über 12,2 Millionen Euro in die Sanierung. Im Oktober 2002 eröffnete die Abteilung für Pädiatrische Hämatologie, Onkologie und Immunologie (Kinderkrebsabteilung). Im November 2002 wurde der Abschluss der durch brandschutztechnische Auflagen notwendig gewordenen dreijährigen Generalsanierung des Kinderheims (Kosten 2,5 Millionen Euro) mit einem Tag der offenen Tür gefeiert.

### Schwestern ziehen sich zurück
2003 übernahm die St. Dominikus Krankenhaus und Jugendhilfe gGmbH mit Sitz in Ludwigshafen die Trägerschaft für das Kinderheim und das Krankenhaus, um diese für die Zukunft zu sichern. Im Januar 2005 begann der neue Chefarzt der Allgemeinpädiatrie und Neonatologie, Ulrich Merz, seine Tätigkeit. Im Juli wurde die neue Abteilung für Kinder- und Jugendpsychiatrie und Psychotherapie mit Chefarzt Jochen Gehrmann eröffnet. Begonnen wurde mit einer Institutsambulanz in komplett renovierten Räumen im Personalwohnheim. Im Oktober wurde diese durch eine Tagesklinik mit 20 Behandlungsplätzen ergänzt.
Im Rahmen der Einrichtung des Perinatalzentrums am St. Marienkrankenhaus wurde die Neu- und Frühgeborenenintensivstation, die zum St. Annastift gehört, auf 14 Betten erweitert. Am 6. März 2006 nahm die über mehrere Monate wegen des Umbaus geschlossene psychosomatische Station Lukas in neuen Räumen ihre Arbeit wieder auf. Wegen der Änderung der gesetzlichen Rahmenbedingungen werden krebskranke Kinder und Jugendliche seit Mitte 2007 in Kooperation mit dem Universitätsklinikum Mannheim stationär versorgt.